# Liga Nacional Femenina de Básquetbol de Chile
La Liga Nacional Femenina de Básquetbol o LNF es la principal categoría profesional de dicho deporte en Chile. Está organizada por la Federación de Básquetbol de Chile y hasta la fecha los equipos más laureados de la competición son Sportiva Italiana, con ocho campeonatos, Boston College y Colegio Los Leones de Quilpué, con tres campeonatos cada uno.
Fundada en 2012, en la búsqueda de contar con un campeonato nacional de básquetbol femenino, bajo el alero de la Federación. Y hasta la temporada de 2023, era la única categoría existente, de cara a la temporada 2024 se crea una Segunda División, conformado así las dos categorías del básquetbol nacional femenino.

## Formato de competencia
En el año 2022 se estableció un formato de liga compuesto por un torneo de Apertura y otro de Clausura, consistente cada uno en una fase zonal, dos ruedas de partidos todos contra todos. En 2025 clasifican los dos mejores equipos de cada conferencia a la Semifinales de playoff, de la cual los 2 clubes ganadores de sus serie clasifican a la Final en donde se define al campeón del torneo. Los Playoffs son al mejor de 3 partidos.

## Equipos 2025

### Grupo Centro
| Equipo                     | Ciudad                 | Entrenador             | Gimnasio                  | Capacidad | Marca      | Auspiciador       |
| -------------------------- | ---------------------- | ---------------------- | ------------------------- | --------- | ---------- | ----------------- |
| Sportiva Italiana          | Valparaíso             | Gianluca Pozo          | Fortín Prat               | 3.000     | Playoff    | UVM               |
| Club Brisas                | Santiago (La Cisterna) | Javier Escobar Cariceo | Club Brisas               | 800       | Zeus-Sport |                   |
| Colegio Los Leones         | Quilpué                | Álvaro Chacón Escobar  | Colegio Los Leones        | 800       | Zeus-Sport | Knop Laboratorios |
| Gimnástico de Viña del Mar | Viña del Mar           | Jorge Fuentes Opazo    | Arena Arlegui             | 1.400     | Playoff    |                   |
| Sergio Ceppi               | Santiago (La Cisterna) | Roberto Ostoic Rozzi   | Sergio Ceppi              | 500       | Playmaker  |                   |
| Municipal Puente Alto      | Santiago (Puente Alto) | Julia Acevedo          | Municipal Irene Velásquez | 3.000     | Playoff    | CMPC              |

### Grupo Sur
| Equipo                       | Ciudad       | Entrenador              | Gimnasio                                                | Capacidad | Marca      | Auspiciador |
| ---------------------------- | ------------ | ----------------------- | ------------------------------------------------------- | --------- | ---------- | ----------- |
| Universidad de Concepción    | Concepción   | Patricio Fernández Díaz | Casa del Deporte                                        | 2.000     | Macron     |             |
| Universidad Austral de Chile | Valdivia     | Andrea Bilbao Lillo     | Teja 1 (UACh)                                           | 1.000     | IMTEX      | MG Autos    |
| Escuela Alemana Paillaco     | Paillaco     | Matías Contreras        | Municipal de Paillaco                                   |           | LivePRO    | Suralum     |
| Puerto Montt Básquetbol      | Puerto Montt | Erik Báez León          | Municipal Mario Marchant                                | 2.000     | Zeus-Sport | Coolbet     |
| Español de Punta Arenas      | Punta Arenas | David Sequera           | Confederación Deportiva de Magallanes Español de Osorno | 1.800     | Playoff    |             |

1. ↑  Ejerce en ocasiones su localía en Osorno para recorrer menores distancias cuando visita a los demás equipos del grupo sur.

## Historial
| Temporada | Campeón                    | Subcampeón                 | Ref.   |
| --------- | -------------------------- | -------------------------- | ------ |
| 2012      | Colegio Los Leones         | Universidad de Los Lagos   | [ 1 ]  |
| 2013      | Boston College             | Universidad Austral        | [ 2 ]  |
| 2014      | Colegio Los Leones         | New Crusaders              | [ 3 ]  |
| 2015      | Boston College             | Club Brisas                | [ 4 ]  |
| 2016      | Sportiva Italiana          | Boston College             | [ 5 ]  |
| 2017      | Boston College             | Club Brisas                | [ 6 ]  |
| 2018      | Gimnástico de Viña del Mar | Colegio Los Leones         | [ 7 ]  |
| 2019      | Colegio Los Leones         | Gimnástico de Viña del Mar | [ 8 ]  |
| 2021      | Sportiva Italiana          | Universidad de Concepción  | [ 9 ]  |
| A 2022    | Sportiva Italiana          | Universidad de Chile       | [ 10 ] |
| C 2022    | Sportiva Italiana          | Universidad de Chile       | [ 11 ] |
| 2023      | Sportiva Italiana          | Universidad de Chile       |        |
| A-2024    | Sportiva Italiana          | Colegio Los Leones         | [ 12 ] |
| C-2024    | Sportiva Italiana          | Colegio Los Leones         |        |
| A-2025    | Sportiva Italiana          | Municipal Puente Alto      |        |

### Palmarés
| Equipo                     | Campeón | Subcampeón | Ediciones campeón                                        |
| -------------------------- | ------- | ---------- | -------------------------------------------------------- |
| Sportiva Italiana          | 8       | 0          | 2016, 2021, A 2022, C 2022, 2023, A-2024, C-2024, A-2025 |
| Colegio Los Leones         | 3       | 3          | 2012, 2014, 2019                                         |
| Boston College             | 3       | 1          | 2013, 2015, 2017                                         |
| Gimnástico de Viña del Mar | 1       | 1          | 2018                                                     |
| Universidad de Chile       | 0       | 3          |                                                          |
| Club Brisas                | 0       | 2          |                                                          |
| Universidad de Los Lagos   | 0       | 1          |                                                          |
| Universidad Austral        | 0       | 1          |                                                          |
| New Crusaders              | 0       | 1          |                                                          |
| Universidad de Concepción  | 0       | 1          |                                                          |
| Municipal Puente Alto      | 0       | 1          |                                                          |

### Campeones consecutivos
| Heptacampeón      | Heptacampeón | Heptacampeón                                       |
| Club              | Veces        | Años campeón                                       |
| ----------------- | ------------ | -------------------------------------------------- |
| Sportiva Italiana | 1            | 2021, A-2022, C-2022, 2023, A-2024, C-2024, A-2025 |